# Jalance
Jalance è un comune spagnolo di 1 021 abitanti situato nella comunità autonoma Valenciana.